# Disterigma chocoanum
Disterigma chocoanum är en ljungväxtart som beskrevs av Pedraza. Disterigma chocoanum ingår i släktet Disterigma och familjen ljungväxter. Inga underarter finns listade i Catalogue of Life.